# Henry Potonié

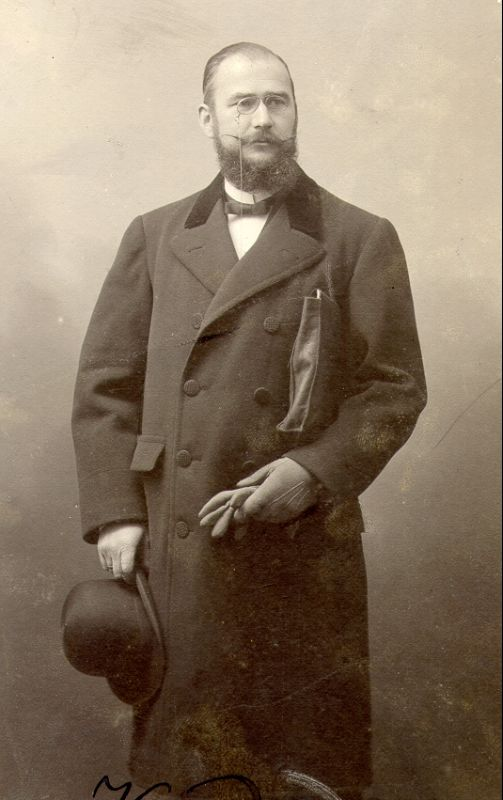
Henry Potonié (etwa 1900)

Henry Potonié (* 16. November 1857 in Berlin; † 28. Oktober 1913 ebenda) war ein deutscher Botaniker und Paläobotaniker. Sein offizielles botanisches Autorenkürzel lautet „Potonié“. Er war ein führender Experte auf dem Gebiet der Kohle-Geologie und -Paläontologie.
Potonié war Sohn des Pariser Schriftstellers Edmond Potonié und der Tochter Marie des Königlichen Preußischen Hofmalers Johannes Sievers. Er begann seine botanischen Studien an der Berliner Universität und schloss mit der Dissertation »Über die Zusammensetzung der Gefäßbündel bei den Gefäßkryptogamen« ab. Die wissenschaftliche Laufbahn führte ihn 1880 zum Botanischen Garten und Museum, später zur Preußischen Geologischen Landesanstalt und zur Bergakademie Berlin. Hier und an der Berliner Universität lehrte er Paläobotanik und Kohlengeologie. Seit 1885 arbeitete er in der berühmten paläobotanischen Sammlung und wurde zum profunden Kenner der Flora der Vorzeit (Lehrbuch der Pflanzenpaläontologie).

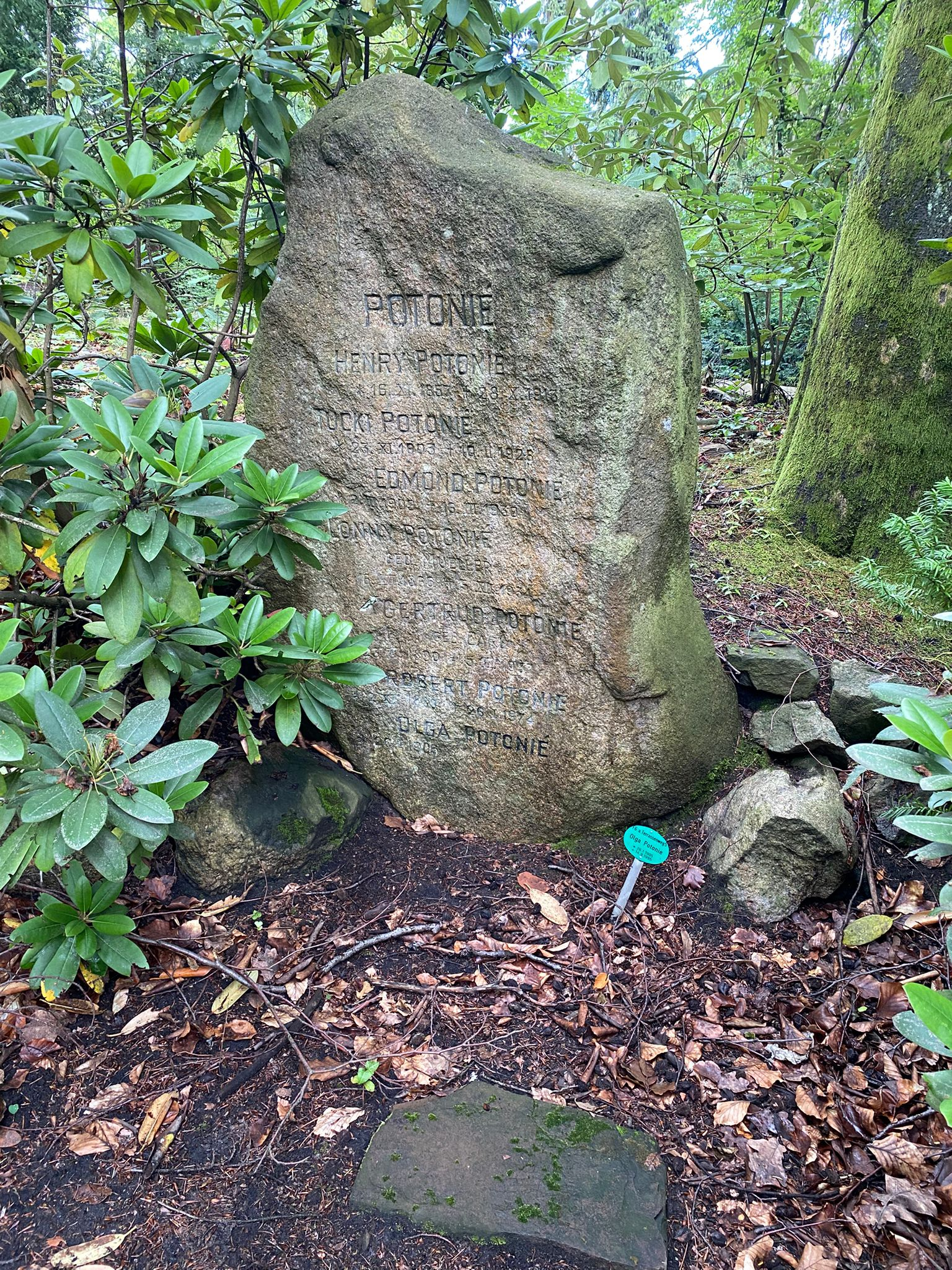
Familiengrabstätte auf dem Parkfriedhof Lichterfelde

Im Streit des 19. Jahrhunderts um autochthone (am Ort gebildet) oder allochthone Bildung der Kohle vertrat er in den 1890er Jahren eine überwiegend autochthone Bildung (wozu fossile Baumstümpfe wie in den Braunkohlegruben von Senftenberg einen Beweis lieferten). Er sprach sich aber auch in Einzelfällen für Allochthonie aus und führte bei Braunkohle den Begriff der sekundären Allochthonie ein (für Umlagerung der Kohle). Seine wieder stärkere Berücksichtigung von Allochthonie führte Anfang des 20. Jahrhunderts zu einem Streit zwischen W. Tille (1915, Allochthonie, Potonié folgend) und Friedrich Raefler († 1941) (Autochthonie). Otfried Wagenbreth bezeichnet die von Potonié eingeführte Gliederung biogener, brennbarer Gesteine (Kaustobiolithe) in Faulschlammgesteine (Sapropelite), nach Potonié Ursprung des Erdöls (1904), Kohle (Humusgesteine) und Harze und Wachse (Liptobiolithe) als Symbol des Höhepunkts der klassischen Kohlengeologie. 1903 führte er den Begriff Inkohlung ein. Die Steinkohlewälder sah er als tropische Sümpfe und Flachmoore, und auch bei Braunkohle die Sumpftheorie (Anfang des 20. Jahrhunderts ein Streitfall, Walther Gothan und Richard Kräusel vertraten die Trockentorftheorie, das heißt deutlich trockenere Wälder). Am 3. November 1902 (Matrikel-Nr. 3155) wurde er zum Mitglied der Leopoldina gewählt.
Potonié engagierte sich auch für ein fachlich fundierte Popularisierung der Naturwissenschaften. Er wirkte im Vorstand der Deutschen Gesellschaft für volkstümliche Naturkunde, war Dozent an der Humboldt-Akademie in Berlin und Redakteur der Naturwissenschaftlichen Wochenschrift.
Sein Sohn Robert Potonié war auch ein bekannter Paläobotaniker. Henry Potonié ruht in der Familiengrabstätte auf dem Parkfriedhof Lichterfelde. 

## Schriften (Auswahl)
- Das Skelet der Pflanzen (= Sammlung gemeinverständlicher wissenschaftlicher Vorträge. Serie 16, Heft 382, ZDB-ID 500308-8). Habel, Berlin 1881, urn:nbn:de:gbv:9-g-4892894.
- Illustrierte Flora von Nord- und Mittel-Deutschland. Mit einer Einführung in die Botanik. Boas, Berlin 1885, (Mehrere Auflagen).
- Die Pflanzenwelt Norddeutschlands in den verschiedenen Zeitepochen, besonders seit der Eiszeit (= Sammlung gemeinverständlicher wissenschaftlicher Vorträge. Neue Folge, Serie 1, Heft 11). Habel, Berlin 1886, urn:nbn:de:hbz:061:1-75910.
- Lehrbuch der Pflanzenpalaeontologie mit besonderer Rücksicht auf die Bedürfnisse des Geologen. Dümmler, Berlin 1899, (Digitalisat im Internet Archive); 2. Auflage, umgearbeitet von W. Gothan. Borntraeger, Berlin 1921. (Digitalisat im Internet Archive)
- Die Entstehung der Steinkohle und der Kaustobiolithe überhaupt. 5. Auflage, Verlag der Gebrüder Borntraeger, Berlin 1910, urn:nbn:de:gbv:9-g-5093234.
- Abbildungen und Beschreibungen fossiler Pflanzen-Reste der palaeozoischen und mesozoischen Formationen. Lieferung 1–9. Preußische Geologische Landesanstalt, Berlin 1903–1913.
- Kaustobiolithe. In: Geologische Rundschau. Band 1, Nr. 6, 1910, S. 327–336, doi:10.1007/BF02332286.
- mit Walther Gothan: Paläobotanisches Praktikum (= Bibliothek für naturwissenschaftliche Praxis. 6, ZDB-ID 841824-X). Mit je einem Beitrag von J. Stoller und A. Franke. Borntraeger, Berlin 1913.
- Die Steinkohle ihr Wesen und Werden (= Reclams Universal-Bibliothek. 6212/6214 = Bücher der Naturwissenschaft. 30). Ergänzt und herausgegeben von Robert Potonié. Reclam, Leipzig 1921. (Digitalisat im Internet Archive)